# Grup de la calcocita-digenita
El grup de la calcocita-digenita és un grup de minerals de la classe dels sulfurs format per cinc espècies: calcocita, digenita, djurleïta, roxbyita i yarrowita. Aquests minerals són un component accessori de l'astorita, una roca metamòrfica rica en rodonita que es troba a la mina Tolteca, al sud-oest de l'estat de Colorado, als Estats Units.
| Espècie   | Fórmula |
| --------- | ------- |
| Calcocita | Cu₂S    |
| Digenita  | Cu9S₅   |
| Djurleïta | Cu31S16 |
| Roxbyita  | Cu9S₅   |
| Yarrowita | Cu9S    |

Segons la classificació de Nickel-Strunz els minerals d'aquest grup pertanyen a «02.BA: sulfurs metàl·lics amb proporció M:S > 1:1 (principalment 2:1) amb coure, plata i/o or», juntament amb els minerals següents: geerita, anilita, bornita, bellidoïta, berzelianita, athabascaïta, umangita, rickardita, weissita, acantita, mckinstryita, stromeyerita, jalpaïta, selenojalpaïta, eucairita, aguilarita, naumannita, cervel·leïta, hessita, chenguodaïta, henryita, stützita, argirodita, canfieldita, putzita, fischesserita, penzhinita, petrovskaïta, petzita, uytenbogaardtita, bezsmertnovita, bilibinskita i bogdanovita.